# 奥拉维尔·拉格纳·格里姆松
奥拉维尔·拉格纳·格里姆松（1943年5月14—，生于冰岛伊萨菲厄泽），前任冰島总统。他于1996年當选总统，2000年、2004年、2008年、2012年連任，任期長達20年，是冰島迄今執政最久的總統。

## 事业
从1962年至1970年奥拉维尔在曼彻斯特大学学经济学和政治学。此后他在冰岛大学任政治学教授，他是冰岛议会的议员，从1988年至1991年出任财政部长，从1987年至1995年出任左翼政党人民联盟的主席。
在议会中奥拉维尔是冰岛政治界中受争议最大的政治家之一。在1996年总统选举时奥拉维尔是四名候选人之一，他获得了42%的选票。冰岛总统是一个代表国家团结的象征性职位，没有政府实权。一开始格里姆松参加竞选受到很大争议。
奥拉维尔是第一名使用冰岛宪法第26条否决议会颁布的法律的总统。2004年6月2日他否决了一份关于大众媒体的法律。他的决定在政治家和法学家中有争议。一些人认为这个否决是对议会和议会主权的攻击。有些律师甚至考虑第26条是否合法。根据宪法，被总统否决的法律需要通过全民共投决定。但是由于政府撤回了这条法律，因此没有进行全民公投。
在2004年的总统大选中，奥拉维尔获得了67.5%的选票。

## 个人生活
1974年奥拉维尔与结婚。两人有两个女儿。他的妻子在冰岛深受爱戴，她为他丈夫当选总统起了重要的作用。1998年奥拉维尔的妻子患白血病逝世。
从2000年5月开始奥拉维尔与在以色列出生的多莉特·穆萨耶夫交往，两人在奥拉维尔的60岁生日于2003年5月14日在总统府举行婚礼，这个婚礼仅是一个私人庆祝。